# Чаусянський потік
Чаусянський потік (словац. Čausiansky potok) — річка; ліва притока Гандловки, протікає в окрузі Превідза.
Довжина приблизно 7,4-8,5 км. Витік знаходиться в масиві Ж'яр (схил гори Мачаций замок) — на висоті приблизно 730 метрів.
Протікає територією сіл Мала Чауша і  Велька Чауша. Впадає в Гандловку на висоті приблизно 305 метрів.